# Reprezentacja Finlandii w piłce siatkowej mężczyzn
Reprezentacja Finlandii w piłce siatkowej mężczyzn – narodowa reprezentacja tego kraju, reprezentująca go na arenie międzynarodowej. Na Mistrzostwach Świata występowała sześć razy. Największymi sukcesmi tej reprezentacji jest zajęcie 4. miejsca na Mistrzostwach Europy 2007 w Rosji oraz 9. miejsce na Mistrzostwach Świata 2014 w Polsce.

## Trenerzy
| Lata      | Imię i nazwisko   |
| --------- | ----------------- |
| 2005-2010 | Mauro Berruto     |
| 2011-2012 | Daniel Castellani |
| 2013-2018 | Tuomas Sammelvuo  |
| 2019-2023 | Joel Banks        |
| 2024-     | Olli Kunnari      |

## Rozgrywki międzynarodowe
Mistrzostwa Świata
- 1952 – 11. miejsce
- 1962 – 18. miejsce
- 1966 – 18. miejsce
- 1978 – 17. miejsce
- 1982 – 17. miejsce
- 2014 – 9. miejsce
- 2018 – 16. miejsce
- 2025 –

Mistrzostwa Europy
- 1955 – 11. miejsce
- 1958 – 14. miejsce
- 1963 – 14. miejsce
- 1971 – 13. miejsce
- 1977 – 11. miejsce
- 1981 – 9. miejsce
- 1983 – 7. miejsce
- 1991 – 8. miejsce
- 1993 – 9-12. miejsce
- 1997 – 9-12. miejsce
- 2007 – 4. miejsce
- 2009 – 12. miejsce
- 2011 – 8. miejsce
- 2013 – 8. miejsce
- 2015 – 12. miejsce
- 2017 – 12. miejsce
- 2019 – 14. miejsce
- 2021 – 11. miejsce
- 2023 – 19. miejsce

Liga Światowa
- 1993 – 5. miejsce
- 2006 – 10. miejsce
- 2007 – 7. miejsce
- 2008 – 10. miejsce
- 2009 – 8. miejsce
- 2010 – 13. miejsce
- 2011 – 10. miejsce
- 2012 – 13. miejsce
- 2013 – 16. miejsce
- 2014 – 16. miejsce
- 2015 – 17. miejsce
- 2016 – 17. miejsce
- 2017 – 21. miejsce

Liga Europejska
- 2004 – 6. miejsce
- 2005 –  2. miejsce

Złota
- 2018 – 7. miejsce
- 2019 – 11. miejsce
- 2023 – 6. miejsce
- 2024 – 7. miejsce
- 2025 –  1. miejsce[2]

Srebrna
- 2022 –  2. miejsce[3]